# 尚皮耶
尚皮耶（法語：Champier，法語發音：[ʃɑ̃pje]）是法国伊泽尔省的一个市镇，属于维埃纳区。

## 地理
尚皮耶（45°27'12"N, 5°17'28"E）面积14.43 平方千米，位于法国奥弗涅-罗讷-阿尔卑斯大区伊泽尔省，该省份为法国东南部内陆省份，北起顺时针与安省、萨瓦省、上阿尔卑斯省、德龙省、阿尔代什省、卢瓦尔省和罗讷省。
与尚皮耶接壤的市镇（或旧市镇、城区）包括：沙托奈、埃克洛斯-巴迪尼耶尔、埃多什、弗拉谢尔、莫捷、波特德博讷沃。

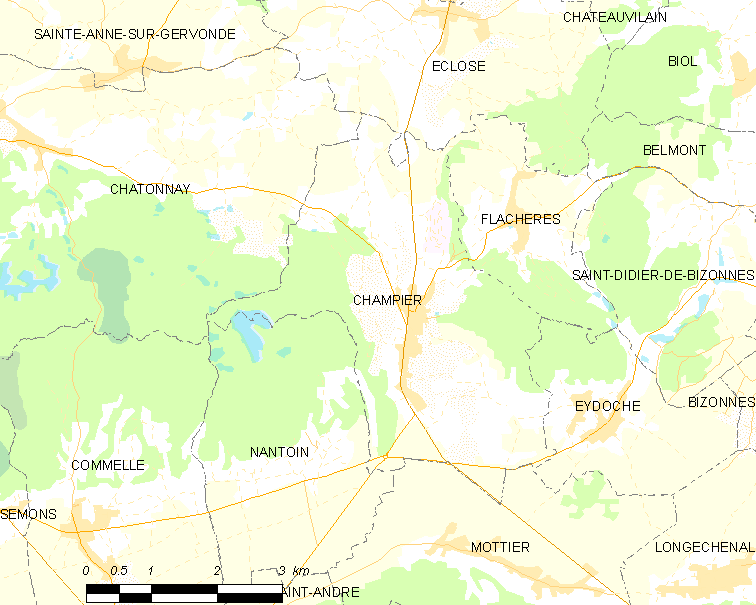
尚皮耶的OSM定位图

尚皮耶的时区为UTC+01:00、UTC+02:00（夏令时）。

## 行政
尚皮耶的邮政编码为38260，INSEE市镇编码为38069。

## 政治
尚皮耶所属的省级选区为比耶夫尔县。

## 人口

1962-2008年间尚皮耶人口变化图示

尚皮耶于2022年1月1日时的人口数量为1583人。